# Sân bay quốc tế Puerto Peñasco
Sân bay quốc tế Puerto Peñasco (IATA: PPE, ICAO: MMPE) là một sân bay quốc tế ở Puerto Peñasco, Sonora, México, một thành phố gần biên giới Hoa Kỳ–Mexico, bên bờ vịnh California. Phần lớn hoạt động của sân bay này là hàng không tổng hợp. Hiện sân bay này có 2 hãng hàng không thương mại đang hoạt động.

## Các hãng hàng không và các tuyến điểm
- Aéreo Servicio Guerrero (Hermosillo)
- Aeroméxico
  - Aeroméxico Connect (Hermosillo)